# École nationale des eaux et forêts
Pour les articles homonymes, voir ENEF.
L’École nationale des eaux et forêts (ENEF) est une école forestière fondée à Nancy en 1824 sous l’appellation École royale forestière. Elle change de nom en suivant les différents régimes politiques et devient École nationale des eaux et forêts par décret du 15 octobre 1898. En 1965 elle fusionne avec l’École nationale du génie rural pour créer la grande École nationale du génie rural, des eaux et des forêts (ENGREF), devenue en 2007 école interne d'AgroParisTech.

## Historique
L’école forestière est une nécessité demandée par les forestiers de renom comme Jacques-Joseph Baudrillart afin de recenser les pratiques forestières, avoir une culture générale supérieure, un vocabulaire forestier commun et enfin pratiquer scientifiquement la recherche.

### Création
L’École royale forestière est créée le 26 août 1824 par ordonnance, dans une région forestière bénéficiant des vastes forêts de Nancy, des Vosges lorraines et saônoises ainsi que de la proximité des forestiers allemands accomplis qui ont déjà des écoles forestières (dont l'académie forestière créé en 1811 à Tharandt par Heinrich Cotta puis installée à Dresde) et des publications professionnelles.
Le premier directeur de l’école forestière, Bernard Lorentz (1774-1865), est nommé le 1er janvier 1825. Son ami Adolphe Parade (1802-1864) lui succède de 1838 à 1864.
L’école commence dans la rue bien-nommée rue des Jardins, actuellement rue Drouin, puis déménage en 1827 rue Girardet où l’on peut encore voir le portail de l'École nationale des eaux et forêts.
En 1853, son nom devient École impériale forestière ; en 1873, École nationale forestière puis à la fin du XIXe siècle, par décret du 15 octobre 1898, École nationale des eaux et forêts.

### Évolution
Par ordonnance du 21 octobre 1830, l’école peut recruter des polytechniciens et par un décret du 6 mai 1882, elle est également école d’application de l’Institut national agronomique (INA).
Durant la même année, la recherche forestière française voit le jour par un arrêté du 27 février qui crée la Station de recherche et d’expériences. La station de recherche s’installe à Nancy, dans l’École forestière.

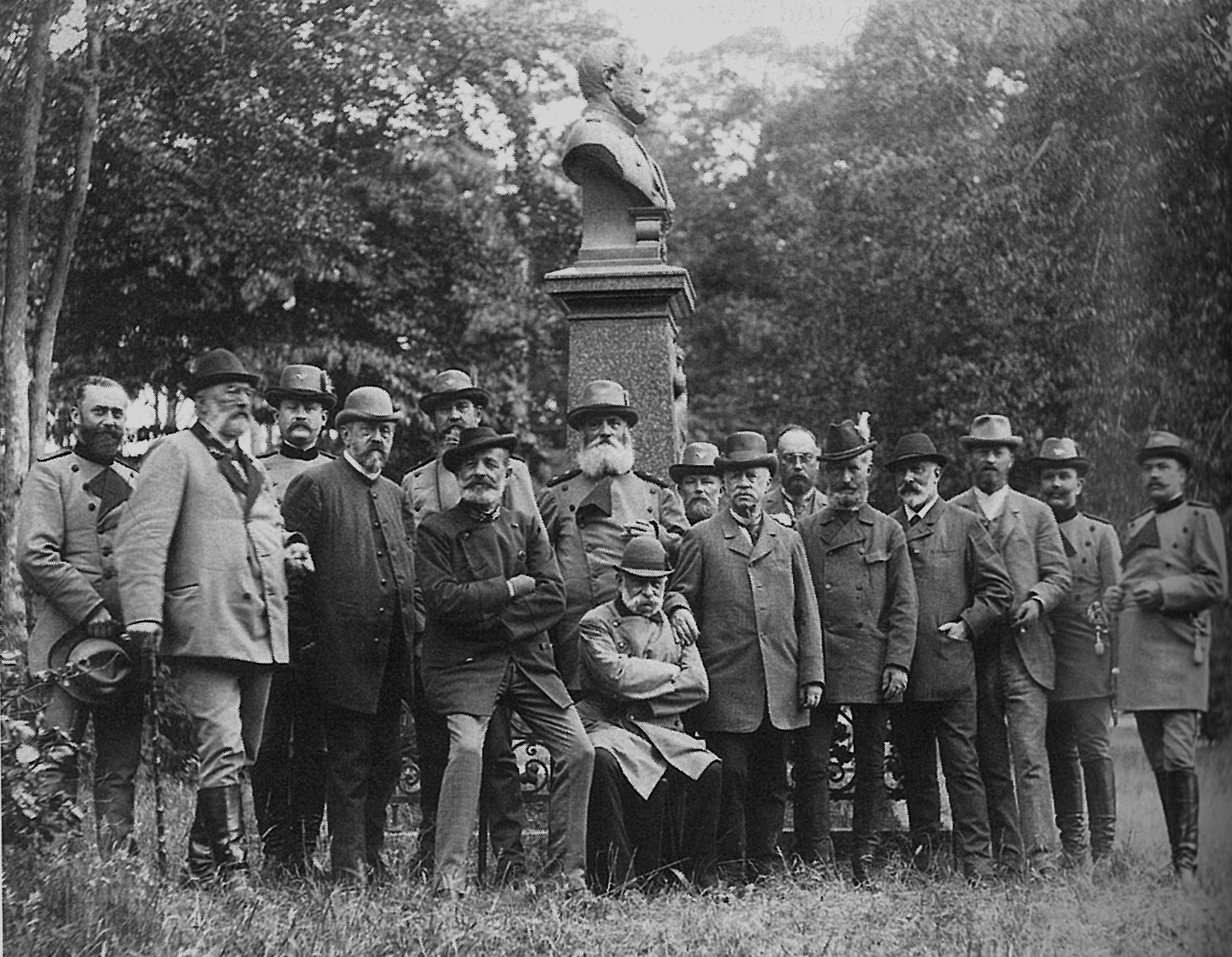
Association des instituts de recherches forestières à Eberswalde en 1892 prélude à l'IUFRO

La collaboration entre l'école forestière et la station de recherche aboutit en 1892 à la création de l’Union internationale des instituts de recherches forestières (IUFRO) avec les forestiers allemands, suisses et autrichiens. De nos jours la recherche forestière de l’IUFRO est devenue mondiale et l’institut affiche ses racines datant de 1892.

### Impact international
L’école forestière est sollicitée pour former des étudiants étrangers et participe également dans les pays étrangers en envoyant en tant qu'experts ses professeurs et anciens élèves. L'école a, de plus, formé un important contingent de futurs dirigeants forestiers internationaux. En effet, la scolarité était gratuite pour les élèves libres étrangers :
- Afrique du Sud : Médéric de Vasselot de Régné, formé à l'école de Nancy, premier superintendant du « Water en Bosbou Direktoraat » sud-africain (Direction des Eaux et Forêts).
- Australie : Charles Lane Poole (en), formé à l'école fut le créateur du Code Forestier d'Australie Occidentale, le premier superintendant du Département des Forêts d'Australie Occidentale, le créateur de l'Australian Forestry School à Canberra et le premier inspecteur général des forêts de la fédération d'Australie.
- Belgique : Des élèves belges sont inscrits à l'école forestière avant la création de l'école forestière belge[18],[19].
- Empire britannique : David Hutchins (en), servit successivement en Inde (10 ans), Afrique du Sud (23 ans), Afrique de l'Est britannique (3 ans, où il prit sa retraite après avoir servi comme Conservateur en chef des forêts). Pendant sa retraite, il explora les forêts de la région du Mont Kenya, celles de Chypre, d'Australie, ainsi que de Nouvelle-Zélande.
- États-Unis : le premier chef de l'United States Forest Service (USFS), Gifford Pinchot a été formé à l'ENEF de Nancy.
- Royaume-Uni : Augustine Henry, botaniste irlandais et sinologue, auteur notamment de Trees of Great Britain and Ireland (1907–13) en sept volumes.
- Turquie : Intervenants tous formés à l'école forestières : Adolphe Bricogne, Frédéric Chervau, Eusèbe Galmiche, Eugène Godchaux, Gérard de Montrichard, Charles Simon, Alexandre Stheme, Louis Tassy[20].

À partir de 1909 ce sont les Turcs qui sont venus étudier à l'école forestière avant la création définitive de l'école turque,.
- Bosnie, Bulgarie, Asie Mineure[23]
- Japon : Hokkaï Takashima[24],[25]
- Indes anglaises[26] avec James Sykes Gamble, botaniste anglais spécialisé dans la flore du sous-continent indien.
- Expositions universelles : l’école participe à plusieurs expositions universelles, avec le concours actif du professeur Auguste Mathieu (1810-1890)[27], en 1867[28], 1878[29], 1889[30] et 1900[31].

Lors du centenaire de l'École nationale des eaux et forêts, de nombreux témoignages écrits parviennent d'Italie, Norvège, Suisse...

## Enseignement
L'enseignement défini en 1825 va évoluer en fonction des techniques et des références forestières. Ainsi l'allemand est obligatoire pour consulter les ouvrages professionnels à la création de l'école par la suite les langues étrangères sont plus variées.
Les étudiants de l’École des Eaux et Forêts de Nancy étaient tous issus de familles aisées car l'inscription à l'école était subordonnée jusqu'en 1889 au paiement d'une pension annuelle comprise entre 1 200 et 1 500 francs et à l'achat de l'uniforme

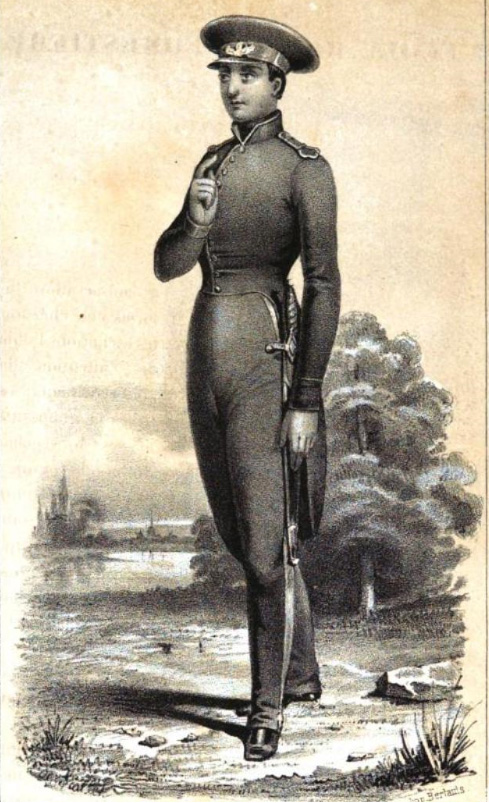
Élève-officier de l'École royale forestière de Nancy en uniforme d'agent, casquette du modèle de l'École de Tharandt (Saxe) et couteau de chasse vers 1843.

En 1827, pendant la Restauration une ordonnance règle l'uniforme des élèves :
- rang de garde à cheval ;
- chapeau français avec ganse en argent ;
- habit de drap vert boutonné sur la poitrine, deux légers rameaux de chêne de la longueur de 5 cm et un gland brodé en argent de chaque côté du collet ;
- boutons de métal blanc portant les mots « École royale forestière » ;
- gilet blanc ;
- pantalon de drap vert ;
- couteau de chasse (dague) à quillons contrariés et à tête de lion, d'un modèle identique à celui de la Vénerie royale de Charles X, mais avec l'inscription « École forestière » sur la lame.

L'année du coup d'état et pendant le cours de l'année suivante 1852 instituant le Second Empire, le Ministre des finances institua une commission pour déterminer l'uniforme de tous les fonctionnaires de son département. Cette commission prévoyait des changements considérables dans l'uniforme. Le décret règlementaire fut rendu et publié par une circulaire qui contenait comme annexe une planche indiquant la forme de la poignée d'épée et une autre donnant le dessin des broderies.
Pour tous les services sont édictés des dispositions générales pour les agents (officiers) avec des spécificités pour l'École impériale des forêts :
- habit de drap vert foncé, coupé droit sur le devant en forme de frac, et garni de neuf boutons en métal bombés, portant un aigle en relief sur un fond mat, et au-dessus l'indication spéciale du service (métal argent portant l'aigle couronné avec l'exergue « École Imple forestière ») ;
- broderies en argent (composées de branches de chêne) ;
- gilet blanc, coupé droit, garni de 6 boutons en argent ;
- pantalon en casimir blanc pour la grande tenue et en drap vert pour la petite tenue, avec galon de 4 cm en argent broché sur les côtés ;
- casquette du modèle de l'École de Tharandt ;
- couteau de chasse à deux quillons à têtes d'aigles, avec l'abeille sur le pommeau[38].

La Velléda ou Fanfare des Forestiers, composée en 1870 par les élèves officiers de l'École forestière de Nancy est sonnée de nos jours pour commémorer les chasseurs forestiers tombés pendant la 1re guerre mondiale ou à l'occasion de la Saint-Hubert (saint patron des forestiers), ainsi que pour commémorer les sapeurs-forestiers lors de la 2e guerre mondiale, qui, bien que relevant du Génie portaient un cor de chasse écarlate sur fond noir au col.
Lors du passage des élèves officiers (les « fagots ») devant le jury de fin d'études, on sonnait La Royale. Il est à noter la grivoiserie des paroles que tous les élèves se devaient de connaître :
| La Royale (chant, fanfare forestière) |
| --- |
| Voyez donc comme il bande, C'est un vieux dix-cors qui a sailli bien des fois. En passant sur les brandes, Avec ses deux biches ou bien trois. Ah ! Que je voudrais être Aussi bon que lui aujourd'hui, au déduit. Je ne fais que paraître, Je bande mou quand je tire mon petit coup. |

### Les codes de la législation forestière 1827
Matières enseignées sur deux années, :
- sciences forestières[42] ;
- sciences naturelles appliquées aux forêts ;
- législation et jurisprudence forestière ;
- mathématiques appliquées[43] ;
- art militaire ;
- dessin ;
- langue allemande.

Enseignants :
- 1 professeur d'histoire naturelle ;
- 1 professeur de mathématique ;
- 1 professeur d'économie, législation et jurisprudence forestière ;
- 1 maître de dessin ;
- 1 maître de l'allemand.

### École de cadre militaire duCorps des chasseurs forestiers1890

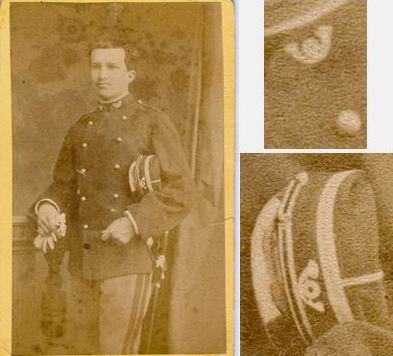
Élève de l'École forestière de Nancy en uniforme tel que défini en 1889.

En 1889, la tenue de ville des élèves de l'École forestière de Nancy est réglée ainsi qu'il suit:
- tunique-jaquette : en drap vert foncé, collet droit avec cor de chasse brodé en cannetille d'argent à chaque angle, 2 rangées de 5 boutons chacune sur le devant, en argent uni, de forme sphérique, pattes à la soubise marquant la taille par derrière, attentes en argent sur les épaules ;
- pantalon : drap gris en hiver et de satin de laine de même couleur en été, garni d'une double bande, avec sous-pieds, conforme au modèle prescrit pour l'uniforme des agents ;
- képi : monté sur carcasse en plume, avec visière carrée et doublée, ou képi souple avec visière rabattue et doublée, cor de chasse brodé sur le bandeau et fausse jugulaire en argent, le haut du bandeau garni d'un galon d'argent en lézarde de 15 mm sur les coutures verticales du turban, nœud hongrois d'un seul brin sur le calot ;
- sabre : droit à fourreau et garde d'acier, dragonne en cuir verni, ceinturon à bélière en cuir verni noir, doublé en maroquin vert et piqué avec boucle argentée, se portant sous la jaquette ;
- gants de castor.

La tenue de travail est réglée ainsi qu'il suit :
- veston demi-ajusté, passepoilé couleur du fond, croisant sur la poitrine et garni de 10 boutons demi-grelots en argent, 5 de chaque côté, collet droit, pattes d'épaules en drap ;
- pantalon comme pour la grande tenue ;
- casquette d'uniforme, avec cor de chasse au bandeau ;
- col liseré de blanc ;
- vêtement de dessus : capote-manteau en drap vert, collet rabattu, avec cor de chasse brodé en argent (modèle des officiers de d'infanterie) ; rotonde à capuchon, ayant la longueur des manches de la capote.

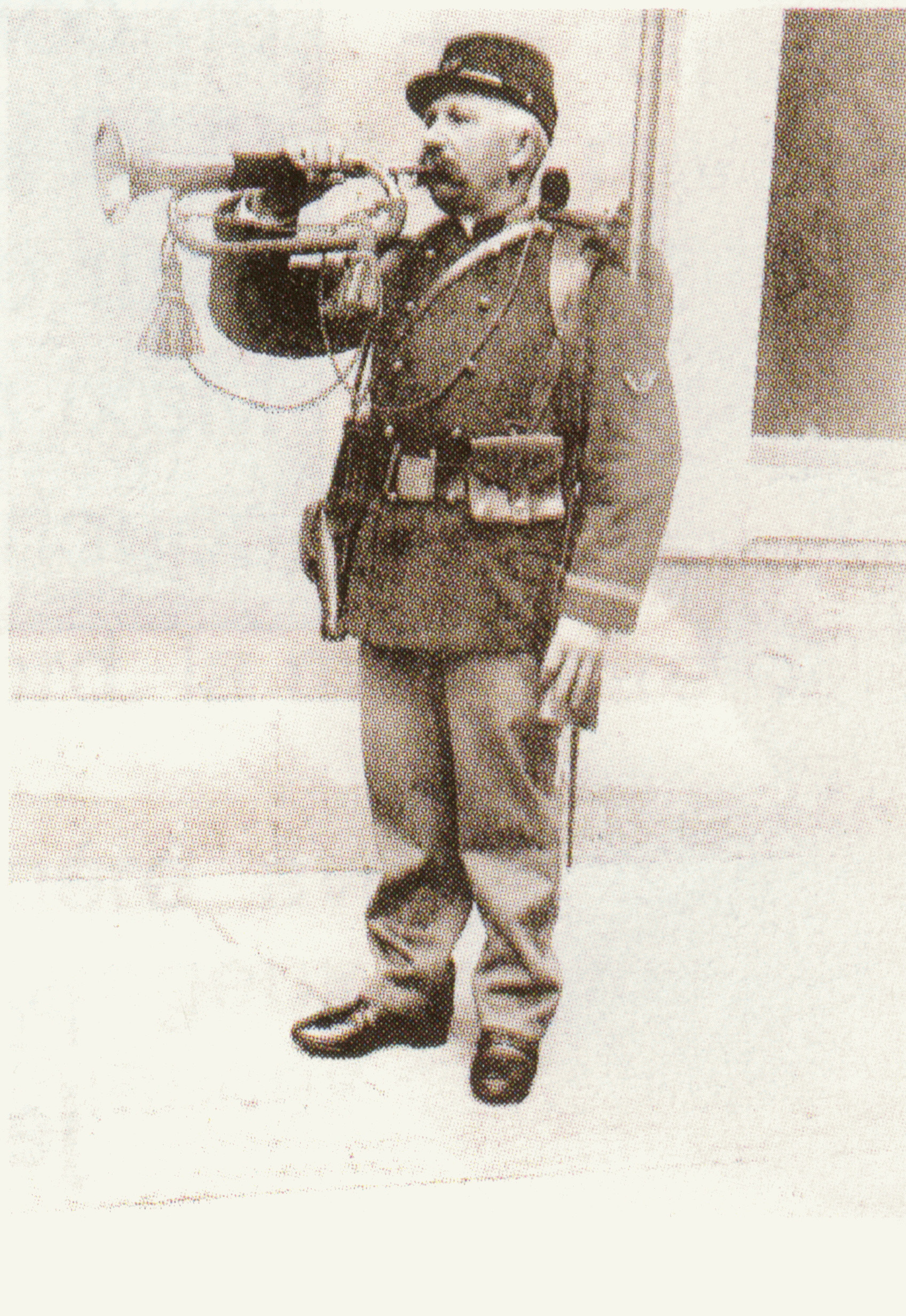
M. Carreau, clairon - sonneur de cor de l'École Forestière de Nancy en 1897.

La tenue de travail ne sera jamais portée en dehors de l'école, sauf dans les excursions sur le terrain d'instruction.
Les élèves doivent se montrer constamment revêtus de l'uniforme.
Le décret de 1890 énonce que « le personnel de l'Administration des forêts entre dans la composition des forces militaires du pays ».
Les élèves de l'École forestière reçoivent donc une instruction militaire pendant leur séjour à l'école. Un officier désigné par le Ministre de la guerre est chargé de cet enseignement. À leur sortie de l'école, et s'ils sont admis dans l'Administration des forêts, ils sont nommés sous-lieutenants de réserve d'infanterie et accomplissent en cette qualité dans le corps auquel ils sont affectés, le stage prévu.
Le directeur de l'école forestière fournit aux commandants des bureaux de recrutement les noms des hommes faisant partie des élèves de l'école. Les commandants des bureaux de recrutement n'affectent à aucun corps de l'armée active ou territoriale les officiers ne comptant pas au moins 6 mois de fonction dans l'Administration comme garde général stagiaire.

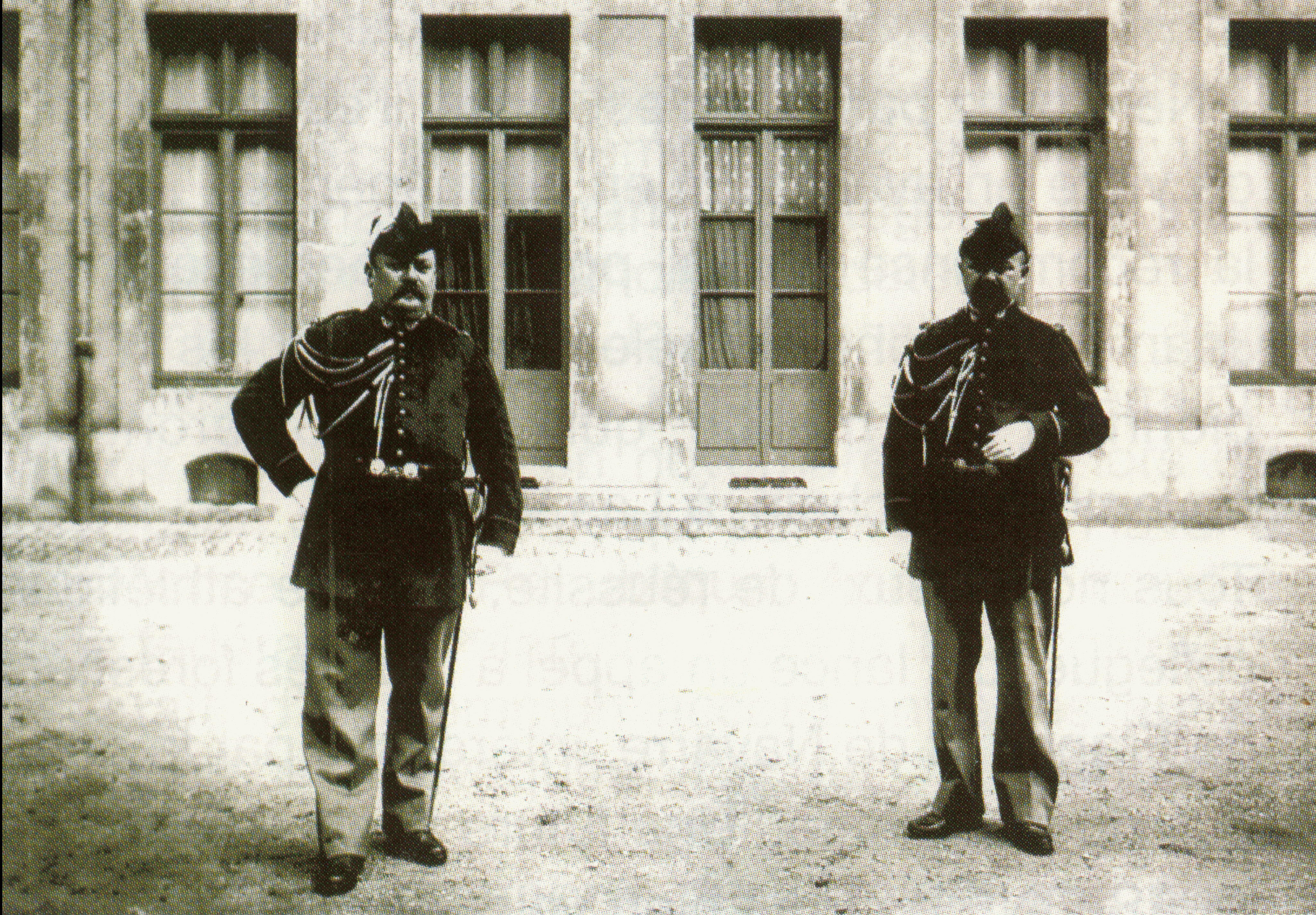
Adjudants de surveillance de l'École Forestière de Nancy en grande tenue avec chapeau à la française, sabre d'adjudant et fourragère "aiguillette du Roi" marquant les fonctions de prévôté vers 1898.

À partir de 1890 donc, les élèves de l’École forestière durent signer un engagement de trois ans en entrant à l’École : deux ans d’école durant lesquels leur était donnée une formation forestière et une instruction militaire de base et une troisième année comme sous-lieutenant dans une unité d’infanterie. Cette mesure permettait d’augmenter la capacité opérationnelle des futurs cadres des unités de chasseurs forestiers et de préparer des officiers de réserve pour l’infanterie où étaient affectés, pour la mobilisation, ceux qui ne trouvaient pas place dans les chasseurs forestiers (50 % environ).
Seuls les gardes généraux et les inspecteurs adjoints encadraient les chasseurs forestiers. Les inspecteurs et conservateurs étaient affectés dans les états-majors. Ceci explique bien les pertes très importantes que subirent les officiers forestiers subalternes pendant la Grande guerre durant laquelle ils combattirent en première ligne dans l’infanterie. On relève en effet sur le monument aux morts de l’École les noms de 96 anciens élèves de l’École des Eaux et Forêts de Nancy qui furent tués de 1914 à 1918.

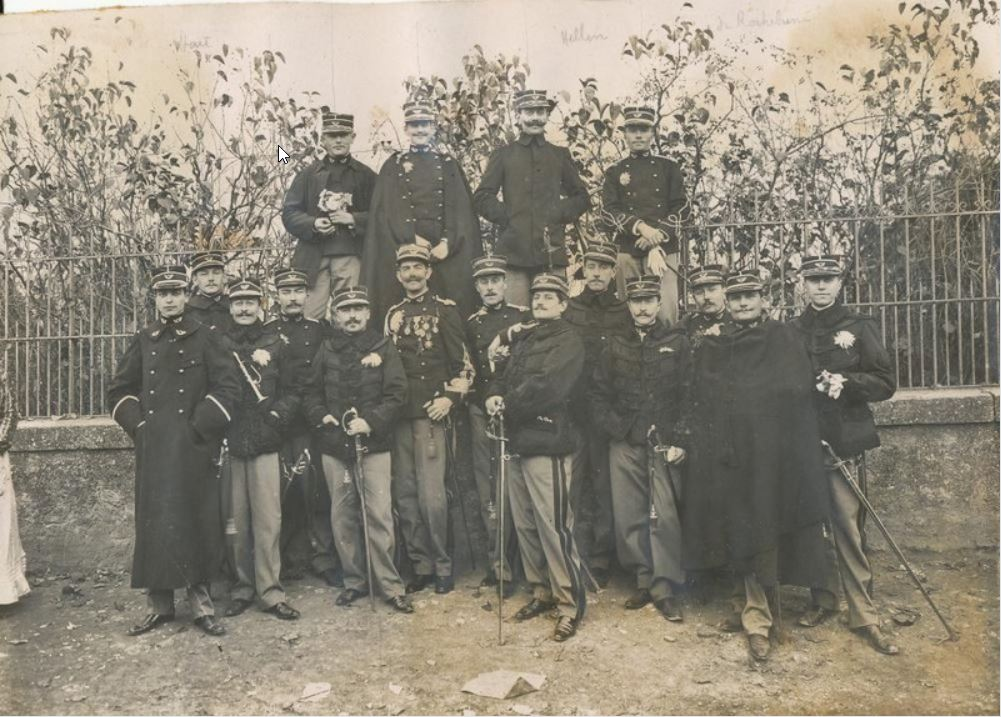
Élèves-officiers de l'ENEF et officiers des Eaux et Forêts en 1910 lors d'un mariage.

En 1913, un cahier des charges ayant été approuvé, l'habillement des chasseurs forestiers est le suivant en ce qui concerne l'habillement des adjudants de surveillance des 2 écoles des Eaux et Forêts (Les Barres et Nancy) :
- capote-manteau vert finance avec galons ;
- rotonde capuchon ;
- tunique vert finance avec galons ;
- pantalons gris de fer bleuté avec deux bandes vert finance sur le côté ;
- veston de travail type vareuse vert finance ;
- képi vert finance avec galons ;
- pompon et cocarde pour képi ;
- trèfles en or ;
- aiguillettes ;
- ceinturon en cuir verni ;
- gants blanc, castor ;
- col saumur.

### Arrêté ministériel du 12 juillet 1946

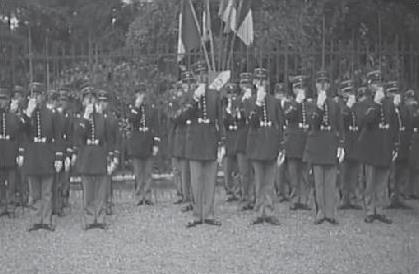
Promotions 1927, 1928 et 1929 rendant les honneurs lors d'un 11 novembre.

Matières enseignées sur deux années:
- sciences forestières ;
- sciences naturelles appliquées ;
- génie forestier ;
- droit général et forestier ;
- étude générale du bois, de la production forestière, du commerce et de l’industrie du bois ;
- commerce du bois ;
- notions sur les tarifs de douane ;
- scieries et manes à bois ;
- gazogène à bois et à charbon à bois ;
- notions générales de l’organisation scientifique du travail ;
- langue allemande ou anglaise.

Enseignants:
- 2 professeurs ou chargé de cours de sciences forestières ;
- 2 professeurs ou chargé de cours de sciences naturelles ;
- 1 professeur ou chargé de cours de législation forestière ;
- 2 professeurs ou chargé de cours de mathématiques ;
- 1 professeur ou chargé de cours de technologie forestière ;
- 2 chargés de cours de langues étrangères (allemand ou anglais).

## Anciens directeurs
Les anciens directeurs depuis la création de l'école sont :
- Bernard Lorentz : 1824-1830 ;
- Dagobert de Salomon : 1830-1838[50] ;
- Adolphe Parade : 1838-1864 ;
- Henri Nanquette : 1864-1880 ;
- Alfred Puton : 1880-1893[51].
- Lucien Boppe : 1893-1898[52]

Les directeurs de 1824 à 1898
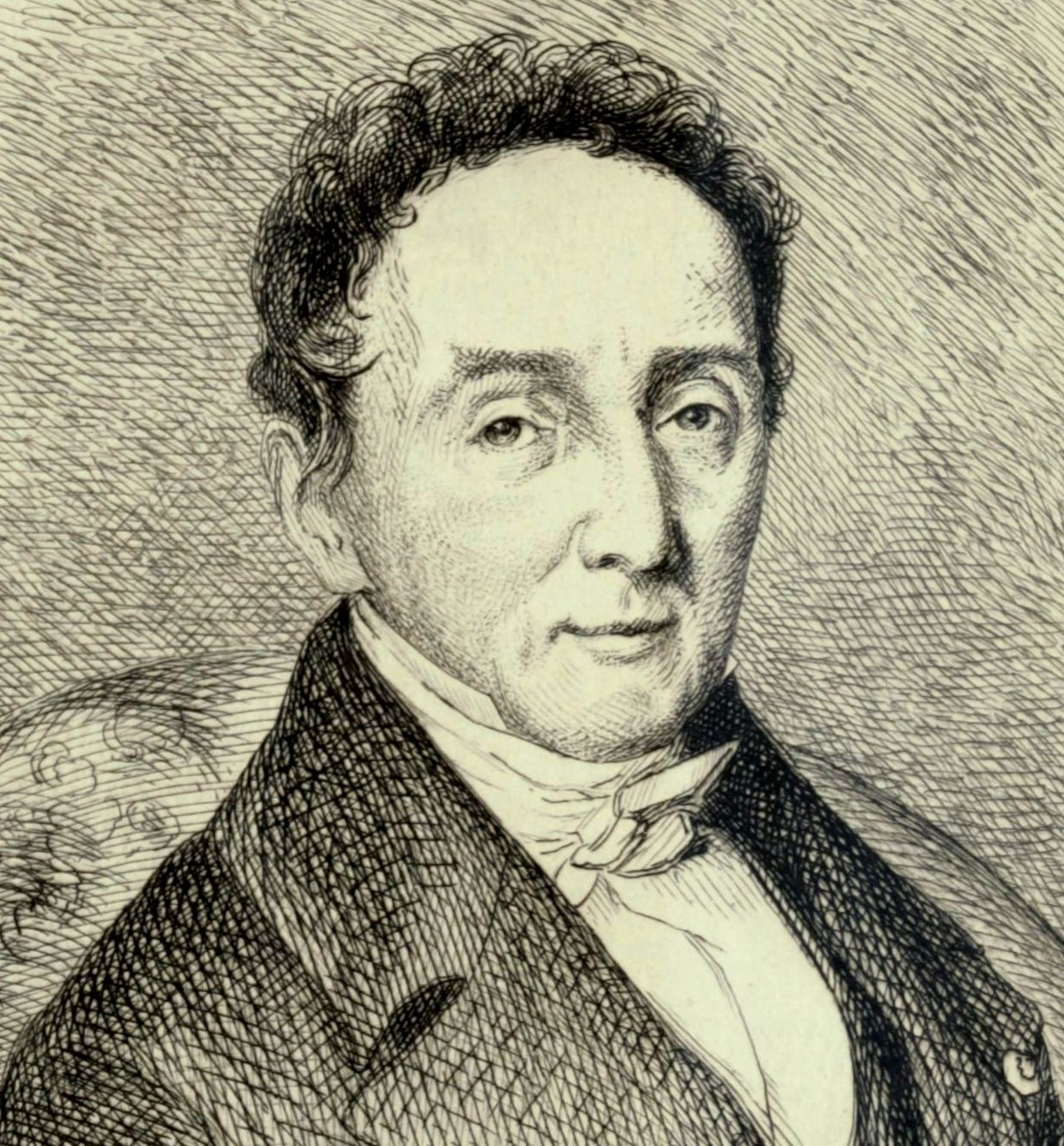
B. Lorentz
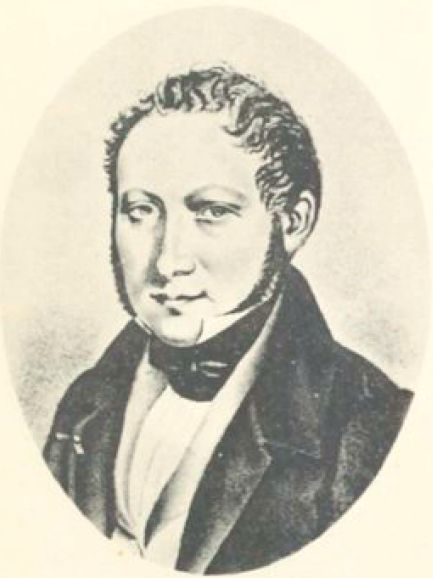
D. de Salomon
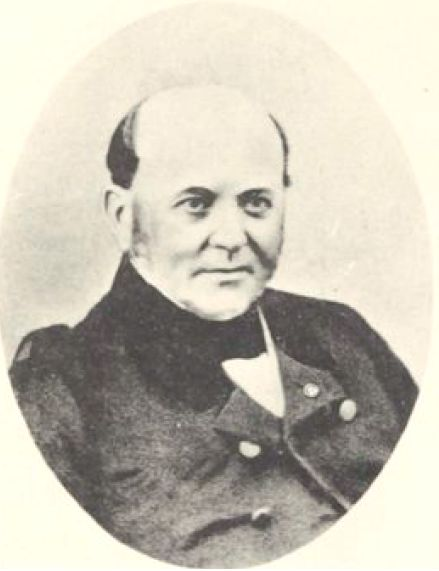
A. Parade
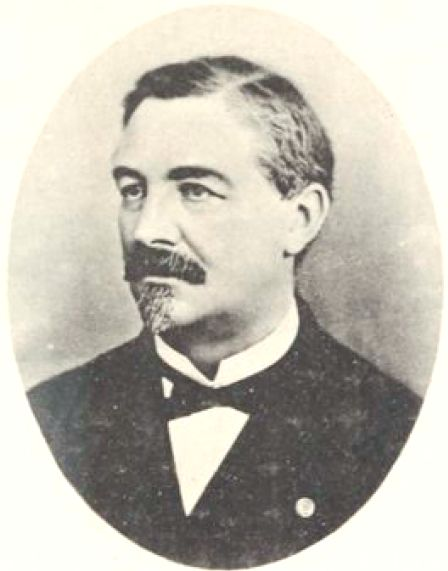
H. Nanquette
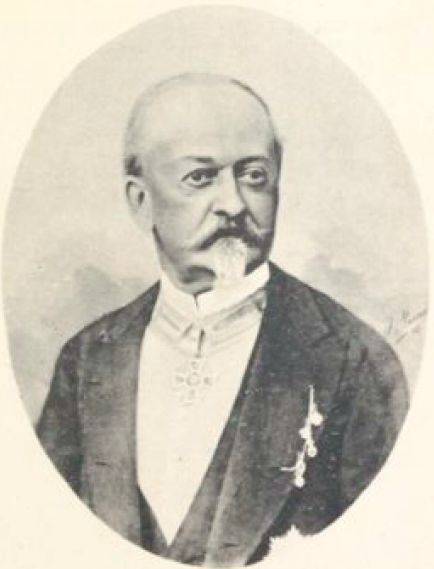
A. Puton
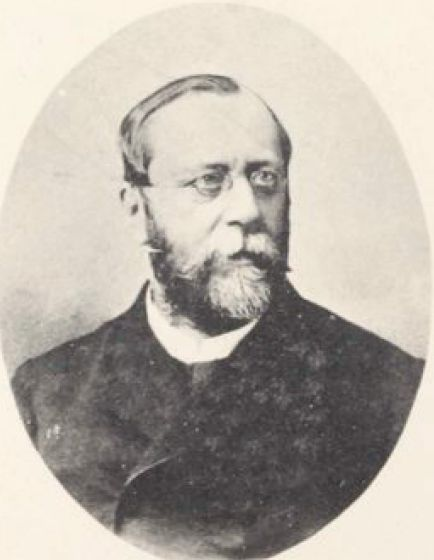
L. Boppe

Auguste Oudin fut directeur de l'école de 1941 à 1957.

## Anciens élèves
- Henri Vicaire (1802-1865), élève de la deuxième promotion de l'école et sorti major. Administrateur des Domaines et Forêts de la Couronne en 1852 ; son portrait en pied, par Richomme appartient à l'École Forestière de Nancy ; puis en 1860, directeur général des Forêts jusqu'à sa mort, il joua un rôle important dans le reboisement dans les zones montagneuses, dans les Landes de Gascogne et en Sologne.
- Médéric de Vasselot de Régné (1837-1919), inspecteur des Eaux et Forêts, superintendant des services forestiers du Cap de Bonne-Espérance.
- Eusèbe Galmiche (1841-1913) conservateur des eaux et forêts missionné en 1870 par le ministre des Finances en Turquie pour reconnaître les ressources du patrimoine forestier notamment des forêts côtières de la Mer Noire, décoré de l'Ordre du Médjidié.
- Louis Marchand (1841-1912)[53],[54] conservateur des eaux et forêts, directeur de l'école forestière des Barres en 1897.
- François Alexandre Alfred Gérardin (1841-1905), garde des forêts vosgiennes puis de la région de Carcassonne, devenu peintre et graveur.
- Georges Fabre (1844–1911) ingénieur des eaux et forêts français, connu pour son rôle dans la reforestation de la forêt domaniale du mont Aigoual,
- James Sykes Gamble (1847–1925) botaniste anglais spécialisé dans la flore du sub-continent indien ; il devint directeur de la British Imperial Forest School (en),
- Sir David Ernest Hutchin (1850–1920), fut un expert forestier qui travailla dans l'Empire britannique,
- Auguste-Eugène Muterse (1851- 1922) Inspecteur des eaux-et-forêts. Bâtisseur des routes et maisons forestières de l'Estérel[55].
- Augustine Henry (1857–1930) botaniste et sinologue irlandais,
- Hippolyte de La Hamelinaye (1861-1935), ingénieur forestier français, le premier à recourir à la carte de Cassini et à la photographie, fournissant ainsi de riches albums de plusieurs centaines de clichés sur l'évolution des forêts françaises,
- Gifford Pinchot (1865-1946), 1er chef du Service des forêts des États-Unis.
- Paul Boudy (1874-1957), Inspecteur général des eaux-et-forêts. Créateur et organisateurs du service des eaux-et-forêts du Maroc. Proche du Maréchal Lyautey,
- Louis Lavauden (1881-1935), zoologue et forestier français.
- Charles Edward Lane Poole (1885-1970), Conservateur des Forêts de Sierra Léone puis d'Australie Occidentale, Inspecteur Général des Forêts et Directeur de l'École Forestière Australienne.
- Gaston Guigonis (1913-1994), Compagnon de la Libération, ingénieur forestier en Afrique-Équatoriale française.

## Distinctions
- Croix de guerre 1914-1918 avec une citation à l'ordre de l'Armée du 20 juillet 1925 : « Grâce à ses traditions patriotiques et à l'instruction militaire de ses élèves, a fourni au pays de nombreux officiers qui, au cours de la grande guerre, dans l'infanterie, l'état-major ou les services, ont généralement donné leur sang, leur activité et leurs forces pour le triomphe définitif de la France. »[56]
- Croix de la Légion d'honneur, octroyée par décret présidentiel du 23 juillet 1930[56].

Ces décorations ornent le drapeau du Corps des chasseurs forestiers qui est conservé à l'École.
L'ancien élève de l'École nationale des eaux et forêts Aristide Frézard a créé la Revue des eaux et forêts, publication de référence en foresterie de 1862 à 1948.